# Arte confuciana
L'arte confuciana è il complesso delle manifestazioni artistiche ispirate alle opere di Confucio e ai successivi insegnamenti confuciani. L'arte confuciana ebbe origine in Cina, diffondendosi successivamente nel continente asiatico: verso ovest lungo la Via della Seta, verso sud prima in Cina meridionale e poi in Asia sudorientale, e verso est, attraverso la Cina settentrionale, in Giappone ed in Corea. Essa ha esercitato un forte influsso sulla cultura di queste regioni e svolge ancora oggi un importante ruolo in Indonesia, mentre assai più limitata è stata la sua influenza sull'arte occidentale.
Elementi salienti dell'arte confuciana sono la calligrafia con la quale venivano stilati gli scritti ed i pensieri confuciani, spesso contenuti all'interno dei templi e delle scuole confuciane, nonché la porcellana bianca e la ceramica, ach'esse legate alle pratiche religiose ed educative del confucianesimo. In Cina, le cosiddette "pietre dello studioso cinese" sono parte di questa tradizione. Altrettanto importante è l'arte delle pietre coreane che continua ancora oggi.
L'arte confuciana, in relazione all'evoluzione del pensiero confuciano, si può distinguere in: arte del primo periodo classico, arte neoconfuciana e arte confuciana post-moderna.